# (7069) 1994 YG2
(7069) 1994 YG2 (1994 YG2, 1978 VR16, 1982 XE, 1988 HZ, 1992 JG3) — астероїд головного поясу, відкритий 30 грудня 1994 року.
Тіссеранів параметр щодо Юпітера — 3,478.